# جغرافيا ريونيون
ريونيون، هي جزيرة في جنوب إفريقيا، تقع تحديدًا شرق مدغشقر في المحيط الهندي. تعتبر من مناطق ما وراء البحار من فرنسا. تبلغ المساحة الاجمالية للجزيرة 2512 كيلومترات مربعة، منها 10 كم² ماء. لدى الجزيرة خط ساحلي يبلغ 207 كيلومترات. كما تشمل المطالبات البحرية لريونيون منطقة اقتصادية خالصة تبلغ 200 ميل بحري، وبحر إقليمي يبلغ 12 ميل بحري (22 كـم). تقع ريونيون جغرافيًا في الدولة الصومالية.

## مناخ
المناخ في ريونيون استوائي، لكن درجات الحرارة معتدلة وقابلة للارتفاع، يعتبر الطقس من مايو إلى نوفمبر باردًا وجافًا، وحار وممطر باقي أشهر السنة، التضاريس في الغالب وعرة وجبلية، مع الأراضي المنخفضة الخصبة على طول الساحل. تعتبر أدنى نقطة هي المحيط الهندي وأعلى نقطة هي بيتون دي نيج على ارتفاع 3,069 مترًا.

## الموارد الطبيعية
تعتمد الموارد الطبيعية لريونيون على الأسماك والأراضي الزراعية والطاقة المائية في عام 1993، هناك 60 كيلومترا مربعا من الأراضي المروية. يتم وصف استخدام الأرض في عام 1993 في الجدول أدناه:
| يستخدم            | النسبة المئوية للمساحة |
| ----------------- | ---------------------- |
| أرض صالحة للزراعة | 17                     |
| المحاصيل الدائمة  | 2                      |
| مراعي دائمة       | 5                      |
| الغابات والغابات  | 35                     |
| آخر               | 41                     |

## الأخطار الطبيعية
من المخاطر الطبيعية المحلية: الأعاصير الدورية المدمرة تبدا (من ديسمبر إلى أبريل)، في بيتون دي لا فورنيز التي تبلغ مساحتها (2631 م) على الساحل الجنوبي الشرقي هو بركان نشط.

## نظر أيضًا
- جزيرة فورد
- جزر مارشال